# Shiloh 3: Saving Shiloh
Saving Shiloh es una película familiar producida en 2006, basada del libro del mismo nombre escrito por Phyllis Reynolds Naylor. Es la tercera y última película de la trilogía de los cuales eran Shiloh y Shiloh 2: Shiloh Season. El film está clasificado como "Guía Paternal Sugerida" por algunas partes de aventura y de peligro.

## Reparto
- Jason Dolley como Marty Preston.
- Jordan Garrett como David Howard.
- Taylor Momsen como Samantha Wallace.
- Scott Wilson como Judd Travers.
- Ann Dowd como Louise Preston.
- Gerald McRaney como Ray Preston.
- Liberty Smith como Becky Preston.
- Kyle Chavarria como Dara Lynn Preston.